# Jørn Andersen
 (juin 2016).
Si vous disposez d'ouvrages ou d'articles de référence ou si vous connaissez des sites web de qualité traitant du thème abordé ici, merci de compléter l'article en donnant les références utiles à sa vérifiabilité et en les liant à la section « Notes et références ».
Jørn Andersen, né le 3 février 1963 à Fredrikstad est footballeur international norvégien naturalisé allemand devenu entraîneur.

## Biographie

### Carrière de joueur
Jørn Andersen est le fils de la handballeuse internationale norvégienne Bjørg Andersen. Il commença sa carrière à l'équipe d'Østsiden proche de sa ville natale et y joua jusqu'en 1982. Après il changea d'équipe et joua dans sa ville natale à Frederikstad pendant deux ans au Championnat de Norvège de football. Par la suite, il joua une saison à Vålerenga Fotball durant laquelle il marqua 23 buts en seulement 22 matchs.
À la suite de cette saison couronnée de succès, plusieurs équipes européennes s'intéressèrent à lui et il signa finalement un contrat pour participer au Championnat d'Allemagne de football pour l'équipe du 1. FC Nuremberg qui paya 200000 Deutsche Mark à son ancienne équipe. Il y resta pendant deux ans et demi et marqua 28 buts en 78 matchs avant de changer d'équipe et jouer pour l'équipe d'Eintracht Frankfurt. Il devint le meilleur buteur du Championnat d'Allemagne de football dans la saison de 1989 et 1990 avec 18 buts marqués. Il était ainsi le premier joueur étranger qui remporta ce succès en Allemagne.
Durant les années suivantes, Andersen changea souvent d'équipe et n'eut plus le même succès qu'avant. Il ne joua plus pour l'équipe nationale de Norvège où il marqua 5 buts en 27 matchs entre 1985 et 1990. Il joua en Allemagne chez Fortuna Düsseldorf en 1990/1991, encore une fois pour Eintracht Frankfurt entre 1991 et 1994, pour l'équipe de Dynamo Dresden en 1994 et en 1995, ainsi que pour le Hamburger SV en 1995.   
En 1995, Andersen accepta une offre de l'équipe du FC Zurich en Suisse où il resta pendant trois ans avant de finir sa carrière de joueur chez le FC Lugano en 2001.

### Carrière d'entraîneur
Andersen commence sa carrière d'entraîneur en Suisse, où il avait fini sa carrière de joueur, en travaillant dans la section de la jeunesse pour l'équipe du FC Lucerne jusqu'en 2003. Il retourne par la suite en Allemagne et devient entraîneur de l'équipe de Rot-Weiss Oberhausen dans la deuxième ligue allemande où il atteint une cinquième place phénoménale avec l'équipe dans la saison 2003/2004. Devant le manque de succès de la saison suivante, il perd son poste en octobre 2004. Il décide alors de travailler comme assistant de l'entraîneur Horst Köppel pour l'équipe de Borussia Mönchengladbach, puis devient entraîneur principal pour une très courte période. En 2006, des rumeurs placent Andersen comme assistant potentiel de Joachim Löw au sein de l'Équipe d'Allemagne de football, mais il n'obtient finalement pas le poste à cause de sa nationalité norvégienne[réf. nécessaire].
Après une année sans travail, Andersen devient entraîneur de l'équipe de Skoda Xanthi en Grèce, mais annule son contrat pour des raisons personnelles après seulement un mois[réf. souhaitée]. En novembre 2007 il devient l'entraîneur de l'équipe de Kickers Offenbach dans la deuxième ligue allemande, mais perd le match final et décisif de la saison, ce qui fit descendre l'équipe dans la nouvelle troisième ligue allemande. Andersen perd son emploi à la suite de cet échec et chercha de nouveaux défis et prend la suite de l'entraîneur légendaire Jürgen Klopp de l'équipe du 1. FSV Mayence 05 pour la saison 2008/2009. Son travail est couronné de succès et il atteint la deuxième place de la ligue et ainsi que la demi-finale de la Coupe d'Allemagne de football. Cependant, plusieurs joueurs de l'équipe se plaignent de sa manière rigide et sévère[réf. nécessaire]. Après une défaite dans la première ronde de la Coupe d'Allemagne de football avant le début de la saison 2009/2010, il est congédié et remplacé par son assistant. 
Le 11 mai 2016, Andersen devient sélectionneur de la Corée du Nord. Il quitte cette sélection en 2018 pour rejoindre le club Incheong FC, en Corée du Sud.
Le 15 avril 2019 , Jørn Andersen quitte le club par décision mutuelle des deux parties.

## Palmarès

### Distinctions personnelles
- Meilleur buteur du Championnat de Norvège en 1985 (23 buts)
- Meilleur buteur du Championnat d'Allemagne en 1990 (18 buts)